# Erzsébet Schaár

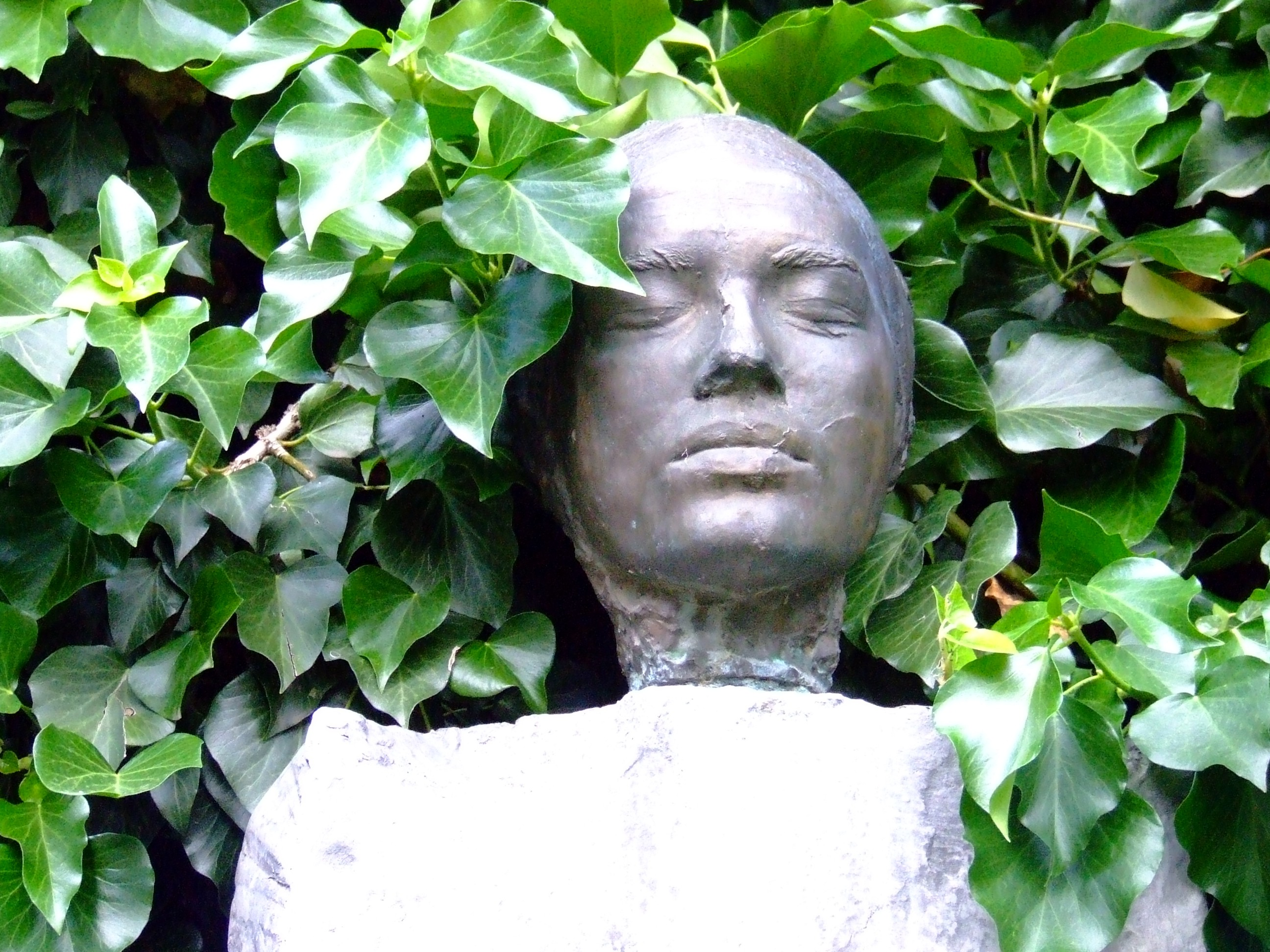
Erzsébet Schaár: Selbstbildnis

Erzsébet Schaár (* 27. Juli 1908 in Budafok, Österreich-Ungarn; † 29. August 1975 in Budapest) war eine ungarische Bildhauerin.

## Leben
Sie besuchte 1924 für zwei Jahre die Kunstgewerbeschule (Budapest Székesfővárosi Iparrajziskola) und studierte danach an der Hochschule für Bildende Künste in Budapest bei Zsigmond Kisfaludi Strobl. Seit 1926 stellte sie auf Ausstellungen aus, die erste Einzelausstellung fand 1932 in Budapest statt. Zu Beginn ihrer Laufbahn gestaltete sie hauptsächlich realistische Charakterporträts. Anerkennung bekam sie zu dieser Zeit von Béni Ferenczy.
1935 heiratete sie den Bildhauer Tibor Vilt. Ende der 1940er Jahre schuf sie kleine Skulpturen aus Holz, die an Figuren von Alberto Giacometti erinnern. 1950 wurde der Sohn Pál geboren. Mit Beginn der 1960er Jahre wurde es ihr durch neue Materialien wie Styropor, einem Kunststoff mit geringem Gewicht möglich, ihre Ideen in größeren Dimensionen zu verwirklichen. Dazu kam die Einbeziehung architektonischer Elemente bei ihren Werken. Fenster, Tür oder ein kastenartiger Raum wurden ebenso wichtig wie menschliche Figuren. So entstand 1967 die Skulptur Ajtók (Türen), die heute in Garten des Szent-István-Király-Museums in Székesfehérvár steht. 1974 wurde dort im Museum ihr monumentales Werk mit dem Titel Utca (Straße) gezeigt, eine 24 Meter lange lebensgroße Plastik aus Styropor, Textilien, Werg, Spiegelglas und Pflanzen.
1970 gab es in der Kunsthalle Budapest (Műcsarnok) eine große retrospektive Ausstellung mit ihren Werken, 1972 folgten Ausstellungen in Antwerpen und Genf. Nach ihrem Tode wurden ihre Werke 1977 im Lehmbruck-Museum in Duisburg gezeigt. Während ihres Lebens wurden im öffentlichen Raum ungarischer Städte zahlreiche Skulpturen von ihr aufgestellt, bei denen oftmals bekannte Persönlichkeiten porträtiert wurden. In Miskolc befindet sich im Innenhof des Nationaltheaters die Statue der Schauspielerin und Opernsängerin Róza Széppataki Déryné (1793–1872), in Mohács die Büste des Komponisten Béla Bartók, in Békéscsaba Büsten von Zoltán Kodály und Karl Marx, in Szeged eine Büste von Ferenc Móra, in Debrecen eine Büste von Lőrinc Szabó, in Kecskemét die Statue Nő virággal (Frau mit Blume) und in Pécs ein Selbstbildnis. In Budapest finden sich Bildnisse zu folgenden Personen: György Goldmann (1904–1945), Imre Henszlmann, Vilma Hugonnai (1847–1922), Adolf Káldor (1882–1944), Károly Kernstok und Miklós Radnóti.
1962 erhielt sie den Mihály-Munkácsy-Preis (Munkácsy Mihály-díj) und 1972 wurde sie als Érdemes művész ausgezeichnet.
Das Szent-István-Király-Museum in Székesfehérvár beherbergt eine Sammlung mit ihren Werken (Schaár Erzsébet Gyűjtemény).
Ihr Grab befindet sich auf dem Farkasréti temető, einem Friedhof im Stadtteil Farkasrét im XII. Budapester Bezirk.

## Skulpturen (Auswahl)
- Gyermekfej (Blei, 1926)
- Kint és bent (Holz, 1949)
- Marcell Benedek (Bronze Porträt, 1963)
- Irén Psota (Blei Porträt, 1964)
- Halott katonák (Bronze, 1965)
- Szerelmesek (Terrakotta, 1965)
- Álló fiú (Bronze, 1965)
- Fotelben ülő (Gips, 1965)
- Koré (Bronze, 1966)
- Béla Bartók (Porträt, 1965)
- Fiúbüszt (Bronze, 1965)
- Mihály Károlyi (Bronze Porträt, 1965)
- Ólomfal (1967)
- Ajtók (Aluminium, 1967)
- Belső tér (Bronze, 1967)
- Három fal (Bronze, 1968)
- Egy kapcsolat története – Székek (Bronze, 1967–1972)
- Tudósok (Kunststein, 1968–1970)
- Fal előtt és fal mögött (Aluminium und Bronze, 1968)
- Bronztükör (Glas und Bronze, 1969)
- Miklós Radnóti (Bronze Porträt, 1969)
- Kirakat (Bronze und Glas, 1970)
- A kékszakállú herceg vára (Glas und Bronze, 1970)
- Sachsenhauseni emlékmű (Kunststein, 1971)
- Lőrinc Szabó (Gips Porträt, 1973)
- Vilma Hugonnai (Gips Porträt, 1973)
- Utca (Styropor und Gips, 1974)
- Marx-portrék (Gips und Draht, 1974–1975)

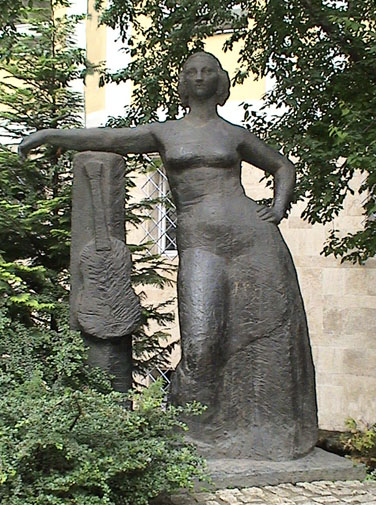
Róza Széppataki Déryné
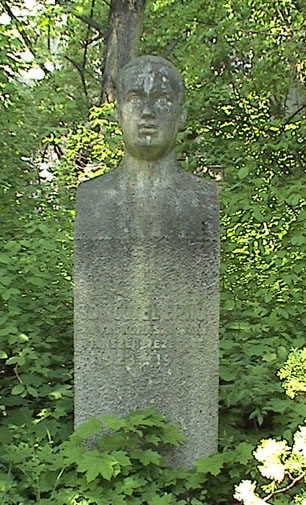
Ernő Cotel
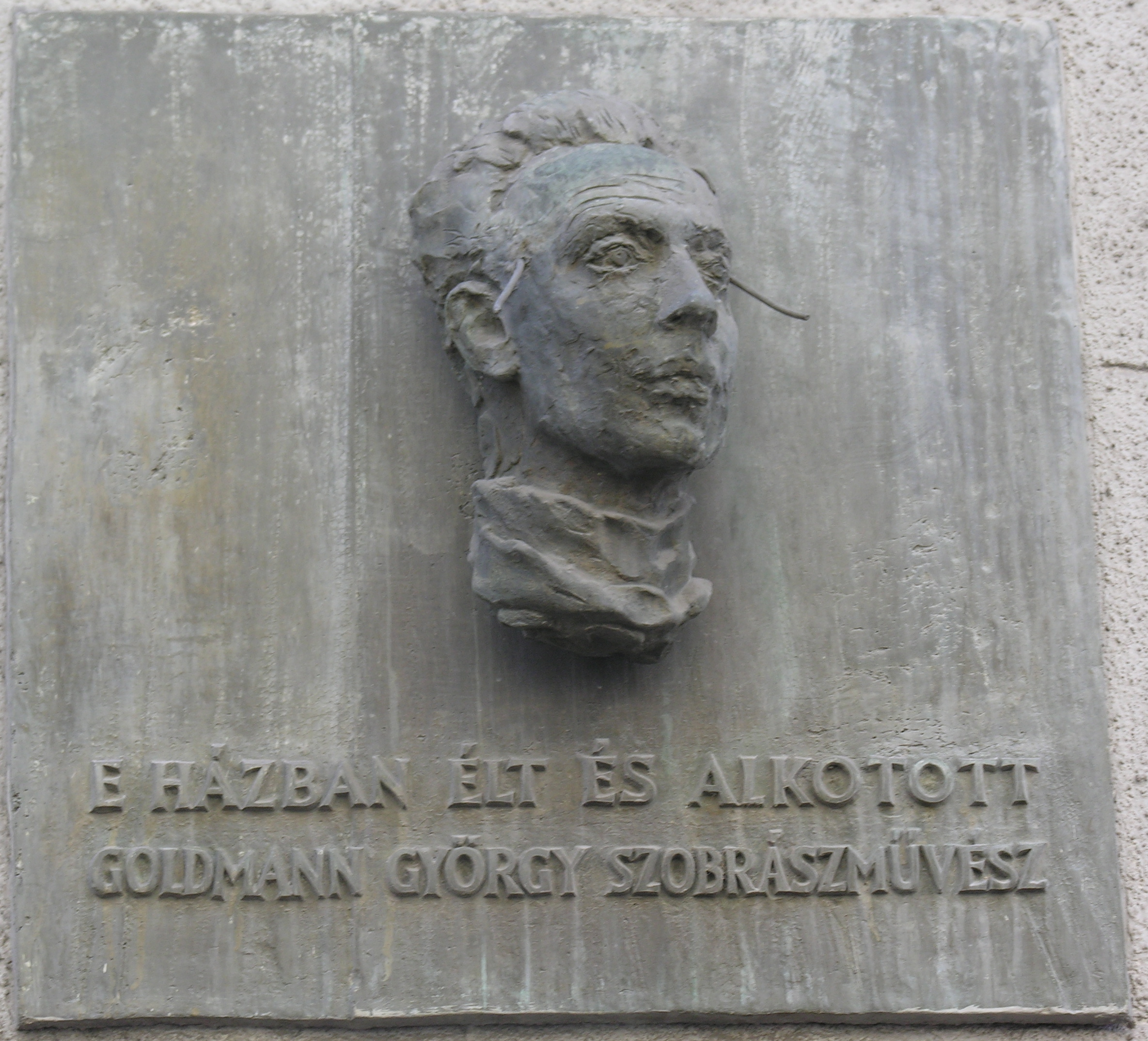
György Goldmann
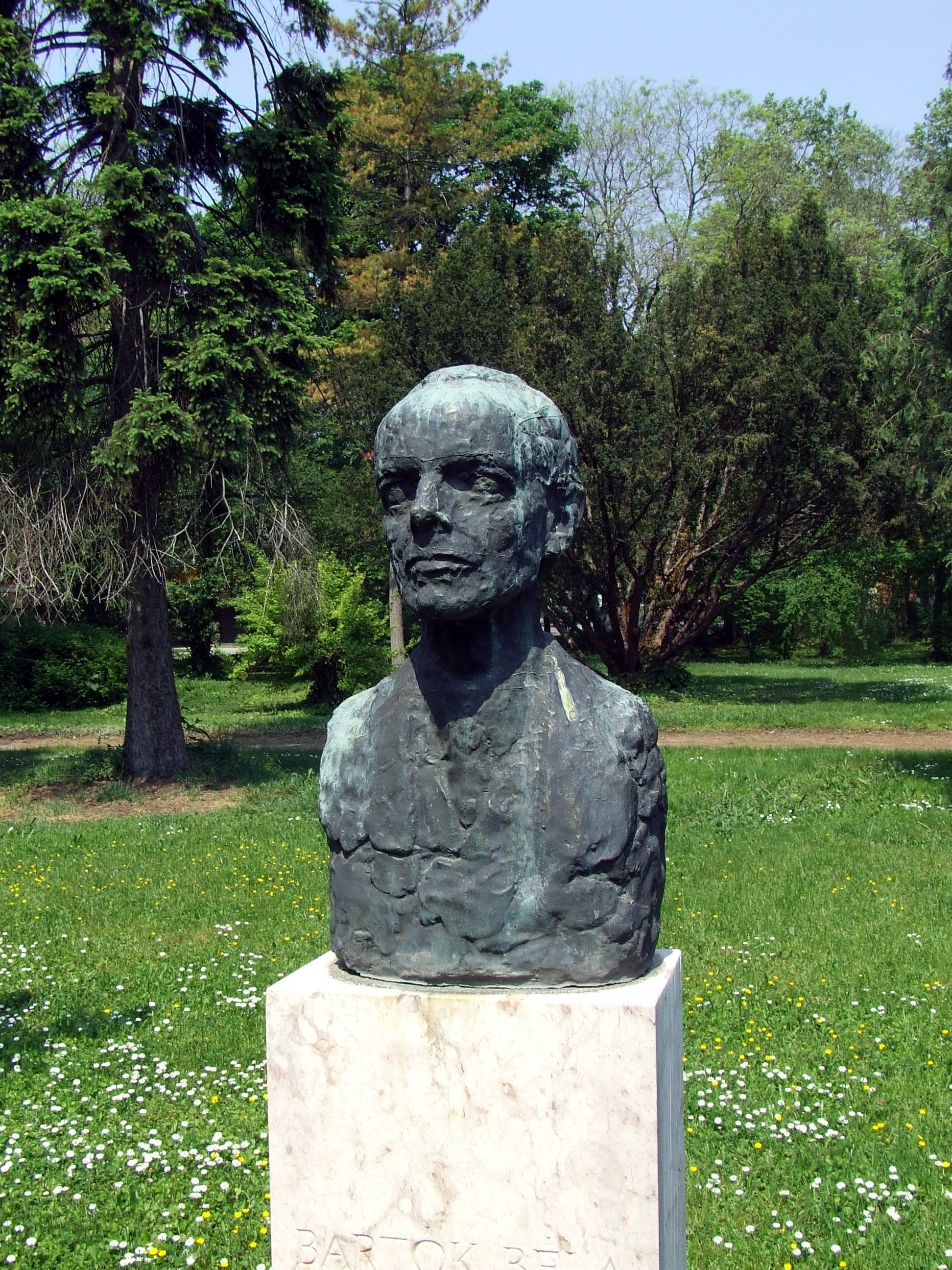
Béla Bartók
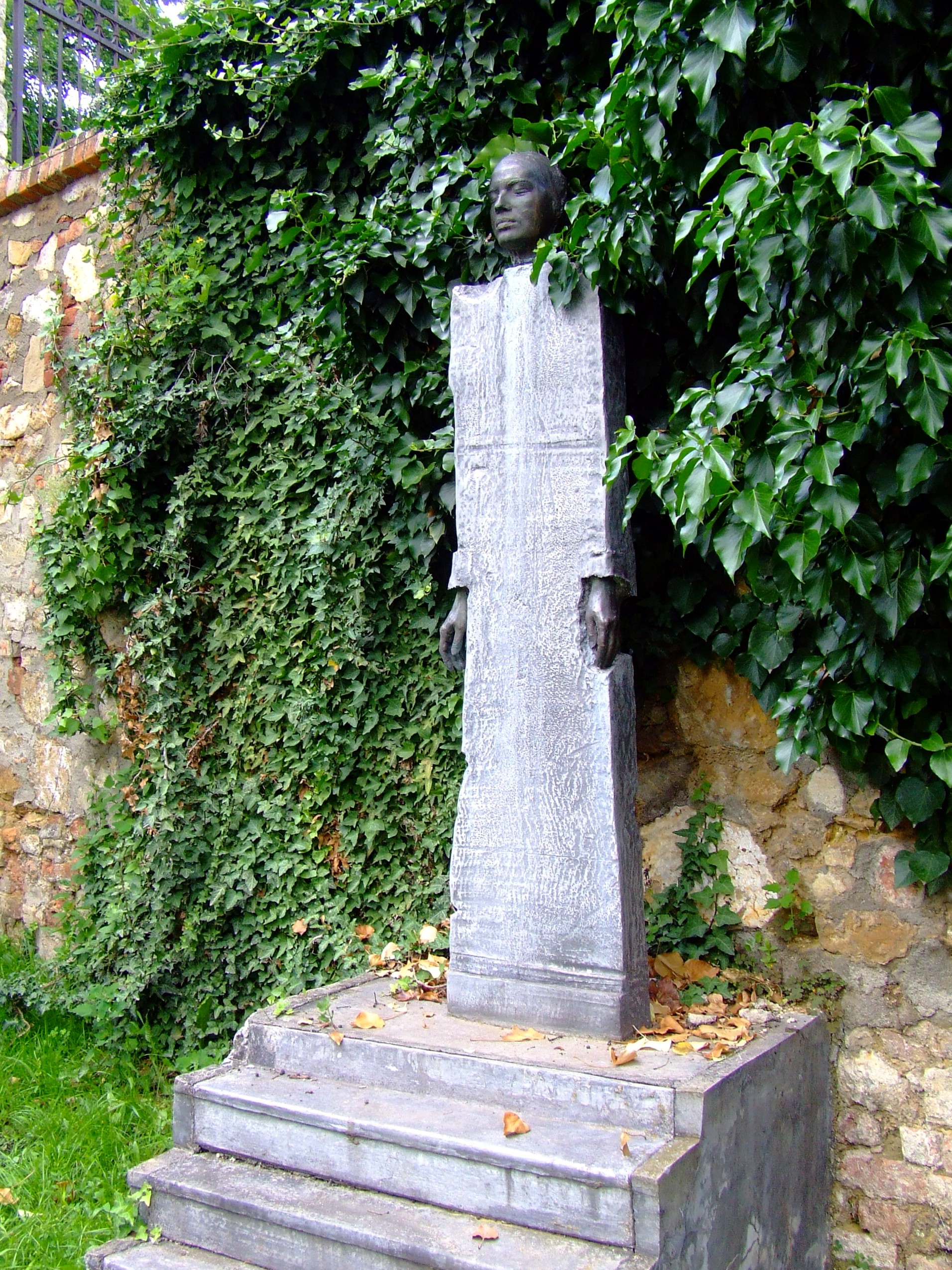
Selbstbildnis